# Djupetjärnen, Bohuslän
Djupetjärnen är en sjö i Munkedals kommun i Bohuslän och ingår i Örekilsälvens huvudavrinningsområde.